# Charles Otto Blagden
Charles Otto Blagden, född 1864, död 1949, var en brittisk orientalist.
Blagden var 1888-97 anställd vid Strait settlements civil service, blev 1910 lärare i malajiska vid universitetet i London, 1917 dessutom vid The school of oriental studies. Han har i Walter William Skeats Pagan races of the Malay peninsula (2 band 1906) skrivit den språkliga avdelningen med en uppmärksammad framställning av de invecklade språkliga fränskapsförhållandena i Bortre Indien och en rik jämförande ordbok över Malackahalvöns olika språk. Han gjorde även för Epigraphia birmanica omfattande studier av burmesiskt skriftmaterial, något som gav nya resultat och gjorde det möjligt att följa burmesiskan och Monspråkets historia ända tillbaka till 1000-talet, och ledde till upptäckten av ett dittills okänt tibetoburmanskt språk - Pyu.

### Webbkällor
- National Library of Australia